# 锥叶柴胡
锥叶柴胡（学名：Bupleurum bicaule）是伞形科柴胡属的植物。分布在俄罗斯、阿富汗、日本、叙利亚、蒙古、伊朗、朝鲜以及中国大陆的陕西、内蒙古、河北、山西等地，生长于海拔650米至1,550米的地区，一般生长在山坡向阳地草原上和干旱多砾石的草地上，目前尚未由人工引种栽培。

## 别名
红柴胡（陕西）

## 异名
- Bupleurum bicaule Helm. var. latifolium Chu